# Beka Nareklishvili
Beka Nareklishvili, né le 17 juillet 1996 à Tbilissi, est un coureur cycliste géorgien.

## Palmarès sur route

### Par année
- 2015
  - 3e du championnat de Géorgie du contre-la-montre
- 2016
  -  Champion de Géorgie du contre-la-montre
  - 2e du championnat de Géorgie sur route
- 2017
  -  Champion de Géorgie du contre-la-montre

### Classements mondiaux
| Année           | 2015 | 2016 | 2017 |
| --------------- | ---- | ---- | ---- |
| UCI Europe Tour | 682e | 776e | 916e |

## Palmarès sur piste

### Championnats nationaux
| - 2014 - Champion de Géorgie du vitesse - 2e du championnat de Géorgie du kilomètre - 2e du championnat de Géorgie de poursuite - 2015 - 2e du championnat de Géorgie du kilomètre - 2e du championnat de Géorgie de poursuite - 2e du championnat de Géorgie de vitesse | - 2016 - Champion de Géorgie de poursuite - 2e du championnat de Géorgie de vitesse - 2e du championnat de Géorgie du kilomètre - 2017 - 2e du championnat de Géorgie du kilomètre - 3e du championnat de Géorgie de vitesse |  |